# Кардариган (VI век)
Кардариган (греч. Καρδαριγάν) — сасанидский военачальник, живший в конце VI века и участвовавший в византийско-персидской войне 572—591 годов. Неясно, настолько тождественны Кардариган и военачальник с тем же именем, который сражался в более поздних войнах в начале VII века. Имя «Кардариган» является почётным званием и означает «чёрный ястреб».

## Биография
Кардариган впервые появляется в качестве командующего персидскими войсками в северной Месопотамии в конце 582 года, когда он выступил против византийского вторжения в Арзанене при Иоанне Мистаконе и победил его в битве у реки Нимфий. В кампании 583 года он осадил форт Афумон, но оставил осаду, чтобы помочь снять византийскую блокаду недавно построенного форта Акбас. Осенью 584 года, когда он готовил вторжение на византийскую территорию, он был вынужден повернуть на восток, чтобы противостоять византийскому вторжению под руководством Филиппика. Филиппик вышел перед Кардариганом, отказавшись от своей кампании. В 585 году, когда Филиппик заболел, Кардариган перешёл в наступление, осадив византийскую базу Монокартон. Осада не удалась, и затем он двинулся на север к Мартирополису, базе Филиппика; однако после разграбления монастыря недалеко от города он вернулся на персидскую территорию.
Летом 586 г. Кардариган напал на армию Филиппика в Солахоне, лично командуя центральным подразделением персидской армии. Битва закончилась тяжёлым поражением, и хотя сам Кардариган сбежал, оставшиеся в живых его армии сильно пострадали из-за его решения уничтожить запасы воды для своей армии перед битвой, пытаясь укрепить решимость своих людей. Тем не менее, в то время как Филиппик продолжал атаковать крепость Хломарон, Кардариган сумел собрать импровизированные войска, в основном состоявшие из крестьянского ополчения. Затем он прошёл к Хломарону и объединил свою армию с его защитниками, заставив византийского военачальника снять осаду. После этого о нём ничего не известно, пока в 605 году не появится другой (или, возможно, тот же) полководец с таким же именем.